# 联邦德国铁路明登试验研究所

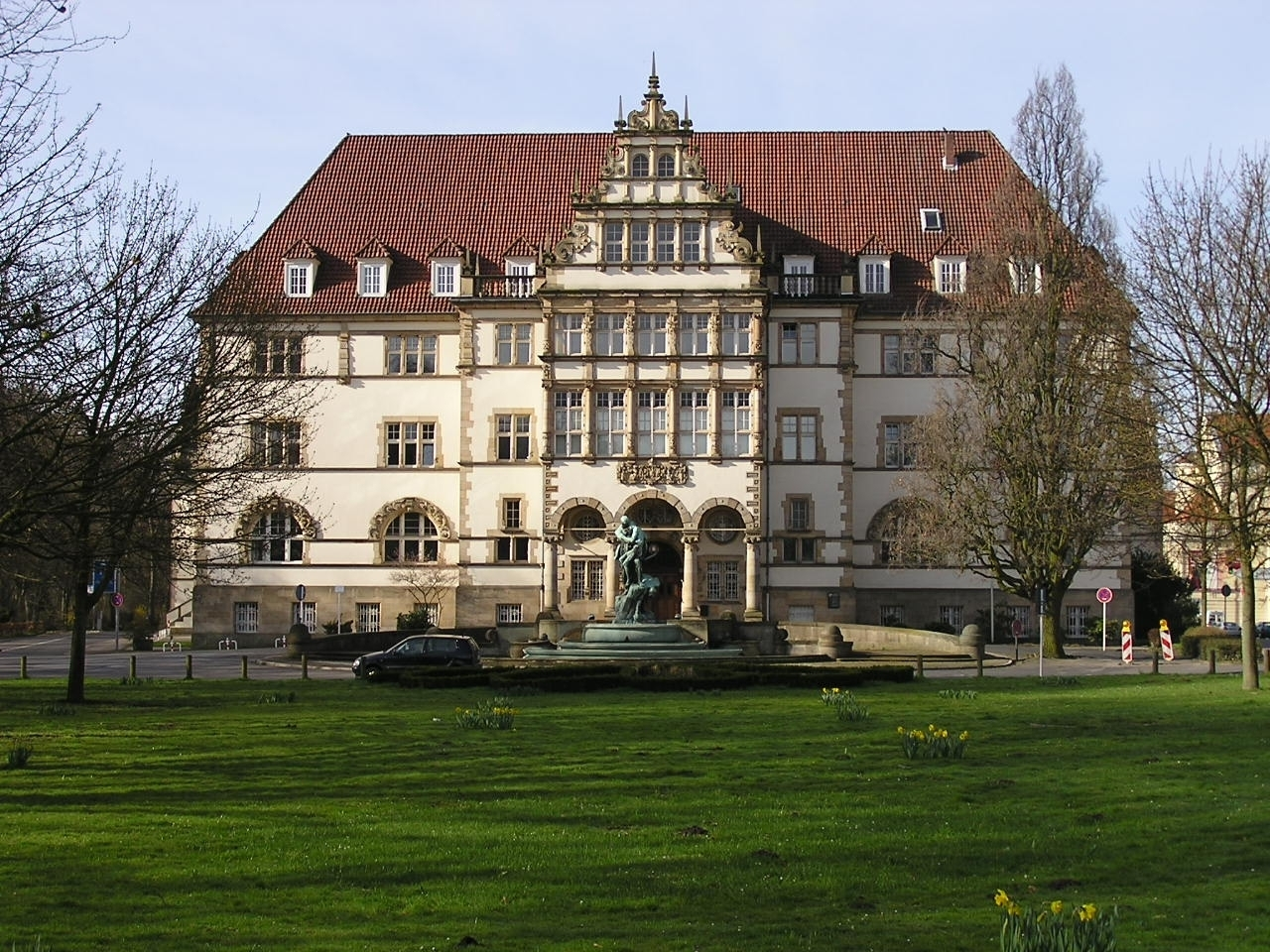
联邦德国铁路明登试验研究所

联邦德国铁路明登试验研究所（德语：Bundesbahn-Zentralämter）简称BZA，辦公地點位于明登和慕尼黑，是德国联邦铁路负责铁路车辆、基础设施和采购的部门。此外BZA还提供会计和统计服务以及为西德铁路系统制定技术标准。